# 沃德利大屋
沃德利大屋（英語：Wardley Hall）是一座莊園大屋，位于英国大曼徹斯特郡的登錄建築，由木骨架组成。沃德利大屋是天主教索爾福德教區的主教府邸。